# Sericoptera mahometaria
Sericoptera mahometaria (conocida como polilla blanca) es una especie de lepidóptero de la familia Geometridae, catalogada en 1856 por el entomólogo y médico alemán Gottlieb August Wilhelm Herrich-Schäffer. No tiene subespecies conocidas.

## Distribución
Hasta donde se conoce, esta especie se encuentra distribuida desde México, pasando por Nicaragua, Costa Rica, la región andina de Colombia, Venezuela, Ecuador, Perú y Bolivia; hasta Brasil. También se han encontrado especímenes en las islas de Jamaica, Puerto Rico y las Antillas Menores San Cristóbal y Nieves, San Bartolomé, San Martín y Guadalupe. así como en Argentina, cerca a las cataratas de Iguazú, y la peninsula de la Florida (EE. UU.).

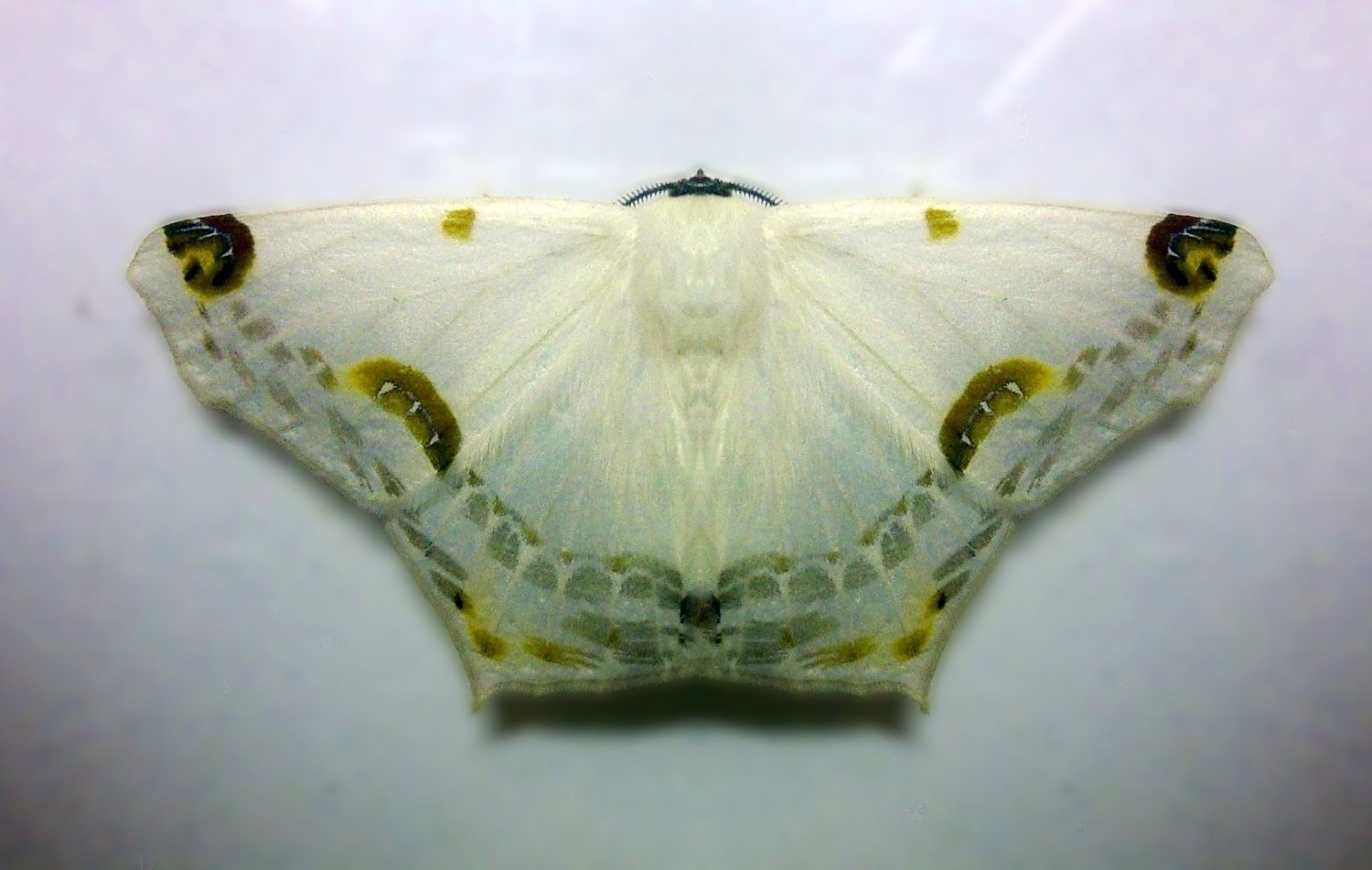
Sericoptera mahometaria en reposo
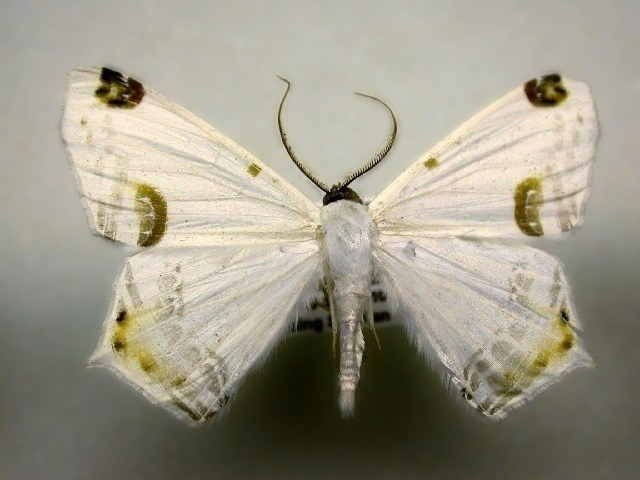
Sericoptera mahometaria en montaje

## Etología
Es una especie de hábitos parcialmente diurnos y su dieta es nectarívora, llegando a comportarse como las mariposas en estos aspectos.